# Mahmud Sulayman al-Maghribi
Mahmud Suleyman al-Maghribi (29 de noviembre de 1935 - 17 de julio de 2009) fue Primer ministro de Libia desde el 8 de septiembre de 1969 al 16 de enero de 1970.

## Biografía
Al-Maghribi, nacido y criado en Haifa, Mandato Británico de Palestina (actual Israel), antes de trasladarse a Siria en 1948, fue nombrado primer ministro de Libia después de la Revolución del 1 de septiembre de 1969. Posteriormente fue representante de Libia en las Naciones Unidas desde 1970 antes de ser nombrado embajador en el Reino Unido, dejó el cargo en 1976, pero permaneció en Londres como asesor legal. Se retiró a Damasco en 2008.
Al-Maghribi trabajó dentro del Ministerio de Educación en Catar mientras estudiaba Derecho en la Universidad de Damasco antes obtener su postgrado en leyes sobre petróleo en la Universidad George Washington, en Estados Unidos. Posteriormente se trasladó a Libia donde inició una huelga entre los trabajadores del petróleo en 1967 contra la explotación extranjera de los recursos del país, por lo que fue sentenciado a 4 años de prisión y despojado de la nacionalidad libia. Falleció el 17 de julio de 2009, le sobreviven su viuda, tres hijas y una nieta.